# Instytut Polski w Brukseli
Instytut Polski w Brukseli (fr. Institut Polonais – Service Culturel de l'Ambassade de la République de Pologne à Bruxelles) – polska placówka kulturalna w stolicy Belgii podlegająca Ministerstwu Spraw Zagranicznych RP.

## Działalność
Instytut został założony w marcu 2009. Głównym jego zadaniem jest wypełnianie zadań z zakresu dyplomacji publicznej, tj. utrzymywanie dobrych stosunków społecznych, naukowych i kulturalnych między Polską a Belgią. Instytut organizuje wystawy, koncerty, pokazy filmów, promocje książek, przekłady książek, koordynuje wymianę naukową i kulturową. Celem Instytutu jest poszerzanie wiedzy na temat Polski: kultury, sztuki, nauki, historii, gospodarki, polityki, socjologii. Od 2020 Instytut Polski w Brukseli rozpoczął również działalność w Luksemburgu. 

## Dyrektorzy
- 2009–2013 – Beata Podgórska
- 2014–2018 – Natalia Mosor[4]
- 2019–2023 – Agnieszka Bolecka[5]
- od 2023 – Katarzyna Krause (p.o.)[6]